# Tayloria amaniensis
Tayloria amaniensis е вид коремоного от семейство Streptaxidae.

## Разпространение
Видът е разпространен в Танзания.